# Scott Moncrieff Prize
Der Scott Moncrieff Prize ist ein englischer Literaturpreis der 1965 von der Translators Association (TA) eingerichtet worden war. Dieser Preis wird jährlich von einer Jury vergeben, die damit eine Übersetzung aus dem Französischen auszeichnet. Bedingung dabei ist, dass das Werk erstmals ins Englische übersetzt worden ist.
Mit dem Scott Moncrieff Prize würdigt die TA den schottischen Übersetzer Charles Kenneth Scott Moncrieff, der ab 1922 Prousts Auf der Suche nach der verlorenen Zeit erstmals ins Englische übersetzte.
Derzeit wird dieser Literaturpreis u. a. vom französischen Kultusministerium, der Französischen Botschaft in London und dem Arts Council England gesponsert.

## Preisträger
| Jahr | Übersetzer                      | Buchtitel | Autor                               |
| ---- | ------------------------------- | --- | ----------------------------------- |
| 1965 | Edward Hyams                    | Joan of Arc (Jeanne d’Arc par même-elle et pas ses témoins)                                                      | Régine Pernoud                      |
| 1966 | Barbara Bray Peter Wiles        | Laurence Sterne, from Tristram to Yorick (Laurence Sterne, de l’homme à l’œuvre) A young trout (La truite)       | Henri Fluchère Roger Vailland       |
| 1967 | John Weightman                  | Jean-Jacques Rousseau (Jean-Jacques)                                                                             | Jean Guéhenno                       |
| 1968 | Jean Stewart                    | French North Africa (Le Magrib entre deux guerres)                                                               | Jacques Berque                      |
| 1969 | Terence Kilmartin               | Anti-memoirs (antimémoires) The girls (Les jeunes filles)                                                        | André Malraux Henry de Montherlant  |
| 1970 | William G. Corp                 | The Spaniard (L’espagnol)                                                                                        | Bernard Clavel                      |
| 1971 | Maria Jolas                     | Between life and Death (Entre la vie et la mort)                                                                 | Nathalie Sarraute                   |
| 1972 | Paul Stevenson                  | Germany in our time (L’Allemagne de notre temps)                                                                 | Alfred Grosser                      |
| 1973 | Barbara Bray                    | The Erl King (Le roi des Aulnes)                                                                                 | Michel Tournier                     |
| 1974 | John Weightman                  | From Honey to Ashes (Du miel au cendres) Tristes Tropiques (Tristes Tropiques)                                   | Claude Levi-Strauss                 |
| 1975 | David M. Lockie                 | France in the Age of Louis XIII and Richelieu (La France de Louis XIII et de Richelieu)                          | Victor-Lucien Tapie                 |
| 1976 | Brian Pearce Douglas Parmee     | Leninism under Lenin (Le léninisme sous Lénine) The Second World War (La seconde guerre mondiale)                | Marcel Liebman Henri Michel         |
| 1977 | Peter Wait                      | French Society 1789-1970 (La société française 1789-1960)                                                        | Georges Dupeux                      |
| 1978 | Janet Lloyd David Hapgood       | The gardens of Adonis (Les jardins d’Adonis) The totalitarian temptation (La tentation totalitaire)              | Marcel Detienne Jean-François Revel |
| 1979 | John Weightman Janet Lloyd      | The origin of table manners (L’origine de manières de table) Memoirs (Mémoires)                                  | Claude Levi-Strauss Jean Monnet     |
| 1980 | Brian Pearce                    | The institutions of France under the absolute monarchy (Les institutions de la France sous la monarchie absolue) | Roland Mousnier                     |
| 1981 | Paul Falla                      | The world of the citizen in republican Rome (Le métier de citoyen dans la Rome républicaine)                     | Claude Nicolet                      |
| 1982 | Anne Carte                      | Gemini (Les météores)                                                                                            | Michel Tournier                     |
| 1983 | Sian Reynolds                   | The wheels of commerce (Les jeux de l’echange)                                                                   | Fernand Braudel                     |
| 1984 | Roy Harris                      | Course in general linguistiques (Cours de linguistique générale)                                                 | Ferdinand de Saussure               |
| 1985 | Quintin Hoare                   | War diaries (Les carnets de la drôle de guerre)                                                                  | Jean-Paul Sartre                    |
| 1986 | Barbara Bray Richard Nice       | The lover (L’amant) Distinction (distinction)                                                                    | Marguerite Duras Pierre Bourdieu    |
| 1987 | Barbara Wright                  | Grabinoulor (Grabinoulor)                                                                                        | Pierre Albert-Birot                 |
| 1988 | Robyn Marsack                   | The Scorpion fish (La poisso-scorpion)                                                                           | Nicolas Bouvier                     |
| 1989 | Derek Mahon                     | Selected Poems (Gedichte)                                                                                        | Philippe Jaccottet                  |
| 1990 | Beryl Fletcher                  | The Georgics (Les Géorgiques)                                                                                    | Claude Simon                        |
| 1991 | Brian Pearce                    | Bread and Circusses (Le pain et le cirque)                                                                       | Paul Veyne                          |
| 1992 | Barbara Wright                  | The Midnight love feast (The medianoche amoureux)                                                                | Michel Tournier                     |
| 1993 | Christine Donougher             | The Book of nights (Le livre des nuits)                                                                          | Sylvie Germain                      |
| 1994 | keine Verleihung                | |                                     |
| 1995 | Gilbert Adair                   | A void (La disparition)                                                                                          | Georges Perec                       |
| 1996 | David Coward                    | Belle du Seigneur (Belle du Seigneur)                                                                            | Albert Cohen                        |
| 1997 | Janet Lloyd Christopher Hampton | The Spears of twilight (Les lances du crépuscule) Art (Art)                                                      | Philippe Descola Yasmina Reza       |
| 1998 | Geoffrey Strachan               | Le testament Francais (Le testament français)                                                                    | Andreï Makine                       |
| 1999 | Margaret Mauldon                | Against Nature (À rebours)                                                                                       | Joris-Karl Huysmans                 |
| 2000 | Patricia Clancy                 | The dark room of Longwood (La chambre noire de Longwood)                                                         | Jean-Paul Kauffmann                 |
| 2001 | Barbara Bray                    | On identity (Les identités meurtières)                                                                           | Amin Maalouf                        |
| 2002 | Ina Rilke                       | Balzac and the little chinese seamstress (Balzac et la petite tailleuse chinoise)                                | Dai Sijie                           |
| 2003 | Linda Asher                     | Ignorance (L’ignorance)                                                                                          | Milan Kundera                       |
| 2004 | Ian Monk                        | Monsieur Malaussene (Monsieur Malaussene)                                                                        | Daniel Pennac                       |
| 2005 | John Berger Lisa Appignanesi    | The Year is '42 (L’était l’an 42)                                                                                | Nella Bielski                       |
| 2006 | Linda Coverdale                 | A Time for Machetes (Une saison de machettes)                                                                    | Jean Hatzfeld                       |
| 2007 | Sarah Adams                     | Just like tomorrow (Kiffe, kiffe demain)                                                                         | Faïza Guène                         |
| 2008 | Frank Wynne                     | Holiday in a Coma (Vacances dans le coma) Love lasts three years (L’amour dure trois ans)                        | Frédéric Beigbeder                  |
| 2009 | Polly McLean                    | Gross Margin (Marge brute)                                                                                       | Laurent Quintreau                   |
| 2010 | Susan Wicks                     | Cold spring in winter (Pas revoir)                                                                               | Valérie Rouzeau                     |
| 2011 | Adriana Hunter                  | Beside the sea (Bord de la mer)                                                                                  | Véronique Olmi                      |
| 2012 | Malcolm Imrie                   | Fear (La peur)                                                                                                   | Gabriel Chevallier                  |
| 2013 | Beverley Bie Brahic             | Little Auto (La petite auto)                                                                                     | Guillaume Apollinaire               |
| 2014 | Rachel Galvin                   | Hitting the streets (Gedichte)                                                                                   | Raymond Queneau                     |
| 2015 | Frank Wynne                     | Harraga (Harraga)                                                                                                | Boualem Sansal                      |
| 2016 | Natasha Lehrer                  | Suite for Barbara Loden (Supplément à la vie de Barbara Loden)                                                   | Nathalie Léger                      |
| 2017 | Will McMorran                   | The 120 Days of Sodom (Les cent vingt journées de Sodome)                                                        | Donatien Alphonse François de Sade  |
| 2018 | Sophie Yanow                    | Pretending is Lying (Faire semblant c’est mentir)                                                                | Dominique Goblet                    |
| 2019 | Linda Coverdale                 | The old slave and the Mastiff (L’esclave vieil homme et le molosse)                                              | Patrick Chamoiseau                  |
| 2020 | Aneesa Abbas Higgins            | A girl called eel (Anguille sous roche)                                                                          | Ali Zamir                           |